# Bisdom Ajaccio
Het bisdom Ajaccio (Latijn: Dioecesis Adiacensis; Frans: Diocèse d'Ajaccio) is een Frans bisdom met bisschopszetel in Ajaccio op Corsica, gesticht in de 3e eeuw. De titelkerk is sinds 1593 de kathedraal van Maria-Tenhemelopneming van Ajaccio. Tot 1801 waren er vijf bisdommen op Corsica, Ajaccio, Mariana-et-Accia, Nebbio, Aléria en Sagone. Het bisdom is suffragaan tot 2002 aan Aix, sinds 2002 aan het aartsbisdom Marseille, wat ook de naam is gebruikt voor de kerkprovincie. Sinds 14 april 2012 is de bisschop Mgr. Olivier de Germay.
Marseille (aartsbisdom) · Aix (aartsbisdom) · Ajaccio · Avignon (aartsbisdom) · Digne · Fréjus-Toulon · Gap · Nice